# Bertrand Bonvoisin
Pour les articles homonymes, voir Bonvoisin.
Bertrand Bonvoisin, né le 1er août 1951 à Villerville, Calvados, où il est mort le 6 juillet 1991, est un acteur français de théâtre, cinéma et télévision.

## Biographie
Troisième enfant d'une fratrie de huit, Bertrand Bonvoisin, comme sa sœur Bérangère, est guidé vers le théâtre par sa mère, Jeanine Bonvoisin. Il suit d'abord une formation au conservatoire de Rouen, puis travaille avec Alain Bézu et sa compagnie « Le Théâtre des deux rives », interprétant notamment Molière (L'Étourdi), Calderón (L'Alcade de Zalamea), Musset (On ne badine pas avec l'amour). Avec cette troupe, il signe, en 1975 ce qui sera son unique mise en scène : La Fausse Suivante de Marivaux. En 1976, il entre au Conservatoire national supérieur d'art dramatique de Paris, où il a Antoine Vitez et Marcel Bluwal comme professeurs.
Comédien exigeant, secret, admirateur de l'œuvre de Maurice Blanchot, Bertrand Bonvoisin travaille entre autres avec Antoine Vitez, Bernard Sobel, Jean Jourdheuil, Bruno Bayen, André Engel ou Alain Françon. En 1986, il fait partie des six acteurs masculins choisis par Sophie Loucachevsky pour jouer les six personnages de femmes dans Madame de Sade de Yukio Mishima (il y est la Comtesse de Saint-Fond). En 1987, sa sœur Bérangère le met en scène dans Pionniers à Ingolstadt de Marieluise Fleisser, aux côtés de Philippe Clévenot. L'année suivante, il interprète tous les personnages de Bartleby, d'après Herman Melville, à Théâtre Ouvert (Centre national des dramaturgies contemporaines) et joue pour Bruno Bayen le rôle-titre d'Œdipe à Colone, de Sophocle, au Festival d'Avignon. Ce sera sa dernière apparition sur les planches.
En 1991, alors qu'il répète Prométhée enchaîné d'Eschyle pour le Festival de Kinshasa au Zaïre et se fracture une clavicule, les médecins diagnostiquent un cancer généralisé. Rapatrié auprès des siens, il meurt à l'âge de 39 ans.

## Théâtre
- 1970 : On ne badine pas avec l'amour d'Alfred de Musset, mise en scène Alain Bézu : Perdican
- 1977 : Griselidis d'après Charles Perrault, mise en scène Antoine Vitez, Festival d'Avignon, Théâtre des Quartiers d'Ivry, tournée
- 1977 : Les Burgraves de Victor Hugo, mise en scène Antoine Vitez, Théâtre des Quartiers d'Ivry, Théâtre de Gennevilliers, tournée
- 1978 : La Mouette d'Anton Tchekov, mise en scène Bruno Bayen
- 1980 : Du côté des îles de Pierre Laville, mise en scène Jacques Rosner : Antoine Blazac
- 1980 : Macbeth de William Shakespeare, mise en scène Jacques Rosner : Banquo
- 1981 : Edouard II de Christopher Marlowe, mise en scène Bernard Sobel : Mortimer
- 1982 : Schliemann, épisodes ignorés de Bruno Bayen, mise en scène de l'auteur : Mister Haak
- 1983 : Coriolan de Shakespeare, mise en scène Bernard Sobel avec la Comédie-Française : Coriolan
- 1983 : La Mandragore de Machiavel, mise en scène Paolo Magnelli : Callimaco
- 1983 : Racine(s) d'après Racine, mise en scène Jean-Louis Martinoty (scénographie et peintures d'Olivier Debré), Festival d'Avignon
- 1983 : De l'Allemagne, mise en scène Jean Jourdheuil, Heiner Müller, Gilles Aillaud
- 1984 : Philoctète de Heiner Müller, mise en scène Bernard Sobel : Philoctète
- 1984 : Le Mariage de Witold Gombrowicz, mise en scène Daniel Martin
- 1985 : Le Misanthrope de Molière, mise en scène André Engel, MC93 Bobigny : Philinte
- 1986 : Hedda Gabler d'Henrik Ibsen, mise en scène Alain Françon : Jørgen Tesman
- 1986 : Madame de Sade de Yukio Mishima, mise en scène Sophie Loucachevsky, Théâtre national de Chaillot, Théâtre national de Strasbourg, Théâtre de l'Athénée-Louis-Jouvet : Comtesse de Saint-Fond
- 1987 : Pionniers à Ingolstadt de Marieluise Fleisser, mise en scène Bérangère Bonvoisin : Fabian
- 1987 : Œdipe à Colone de Sophocle, mise en scène Bruno Bayen, Festival d'Avignon : Œdipe
- 1988 : Bartleby d'après Herman Melville
- 1991 : Prométhée enchaîné d'Eschyle, mise en scène Grégoire Ingold, Festival de Kinshasa : Prométhée

## Filmographie

### Cinéma
- 1979 : Tapage nocturne de Catherine Breillat : Bruno
- 1980 : L'Empreinte des géants de Robert Enrico : Paul
- 1981 : Eaux profondes de Michel Deville : Robert Carpentier
- 1982 : Une histoire de trains, de Richard Martin-Jordan
- 1983 : Souvenirs de Juan-Les-Pins de Pascale Ferran
- 1986 : Hôtel du Paradis de Jana Bokova
- 1987 : Beyond Therapy de Robert Altman : Le Gérant
- 1989 : Rupture de Raymonde Carasco

### Télévision
- 1978 : Lulu de Frank Wedekind, adaptation et mise en scène de Marcel Bluwal
- 1981 : Non-lieu de Bruno Gantillon : Berrier
- 1982 : Le bourrier de Roger Boussinot : le Fonctionnaire
- 1982 : Edward II de Christopher Marlowe, mise en scène de Bernard Sobel : Mortimer
- 1983 : Capitaine X, série de Bruno Gantillon
- 1983 : Thérèse Humbert de Marcel Bluwal : de Véricoeur
- 1984 : Irène et Fred, téléfilm de Roger Kahane : Frédéric Joliot-Curie